# Sulindaco
El sulindaco es un medicamento del tipo antiinflamatorio no esteroideo (AINE) derivado metilado del indol, que inhibe la producción de prostaglandinas, por lo que se indica para el alivio del dolor, fiebre, la inflamación y más recientemente se estudia su aplicación en el tratamiento de la fibrosis pulmonar. Al parecer, el sulindaco tiene una propiedad independiente de la inhibición de la ciclooxigenasa que le permite inhibir el crecimiento de pólipos y lesiones precancerosas del colon, especialmente en pacientes con poliposis adenomatosa familiar y puede que tenga otras propiedades Anti cancerosas.

## Farmacología
El sulindaco tiene una absorción rápida por vía oral alcanzando concentraciones máximas en el plasma sanguíneo al cabo de 2 horas. La vida media es de unas 7 horas y no altera la excreción urinaria de prostaglandinas y tiene menor acceso a la ciclooxigenasa renal, por lo que no altera la función renal. Causa efectos adversos similares al resto de los AINEs, tiene amplia distribución en la circulación entero-hepática, no atraviesa la placenta y se une a proteínas plasmáticas en un 80% de la dosis administrada. No tiene efectos terapéuticos por sí mismo, sino que es su metabolito el que produce la mayor inhibición de la COX.

## Efectos adversos
En octubre de 2020, la Administración de Drogas y Alimentos de los estados Unidos (FDA) requirió que la etiqueta del medicamento se actualizara para todos los medicamentos antiinflamatorios no esteroides para describir el riesgo de problemas renales en los bebés por nacer que resultan en un nivel bajo de líquido amniótico. Recomiendan evitar los AINE en mujeres embarazadas a las 20 semanas o más tarde del embarazo.